# Pośredni Smreczyński Grzbiet

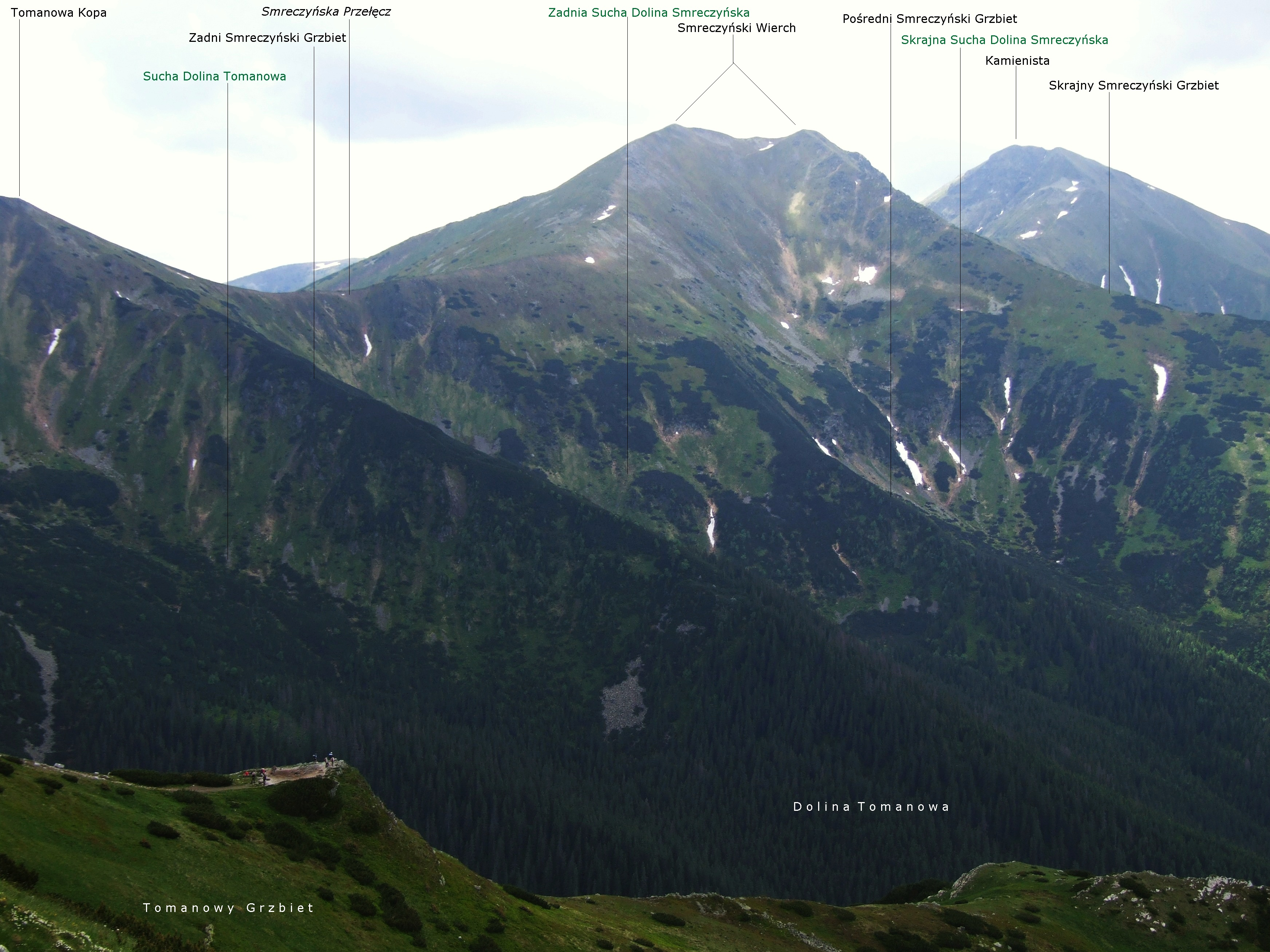
Widok od północnej strony

Pośredni Smreczyński Grzbiet – boczny grzbiet w polskich Tatrach Zachodnich, odchodzący od ich grani głównej na odcinku pomiędzy niższym, wschodnim wierzchołkiem Smreczyńskiego Wierchu (2066 m) a Smreczyńską Przełęczą (1799 m). Grzbiet ten opada w północno-zachodnim kierunku do dna Doliny Tomanowej, oddzielając Zadnią Suchą Dolinę Smreczyńską (po jego wschodniej stronie) od Skrajnej Suchej Doliny Smreczyńskiej.
Grzbiet ten jest niższy i krótszy od równoległych sąsiednich grzbietów (Zadniego Smreczyńskiego i Skrajnego Smreczyńskiego). Znajduje się poza szlakami turystycznymi. Dawniej był wypasany, należał do Hali Smreczyny, obecnie jest to obszar ochrony ścisłej „Pyszna, Tomanowa, Pisana”.